# Невилл, Эрик Гарольд
Эрик Гарольд Невилл (1 января 1889, Лондон, Англия – 22 августа 1961, Рединг, Англия) — английский математик.

## Ранний этап жизни и образование
Эрик Гарольд Невилл родился 1 января 1889 года. Посещал школу Уильяма Эллиса, где его учитель математики Т. Нанн распознал и поощрял его математические способности. В 1907 году Невилл поступил в Тринити-колледж (Кембридж). Там он познакомился с Кембриджскими товарищами, в том числе Бертраном Расселом и Годфри Харди. Невилл был активным членом нескольких математических и научных организаций. В 1913 году он стал членом Лондонского математического общества.